# Autoklav

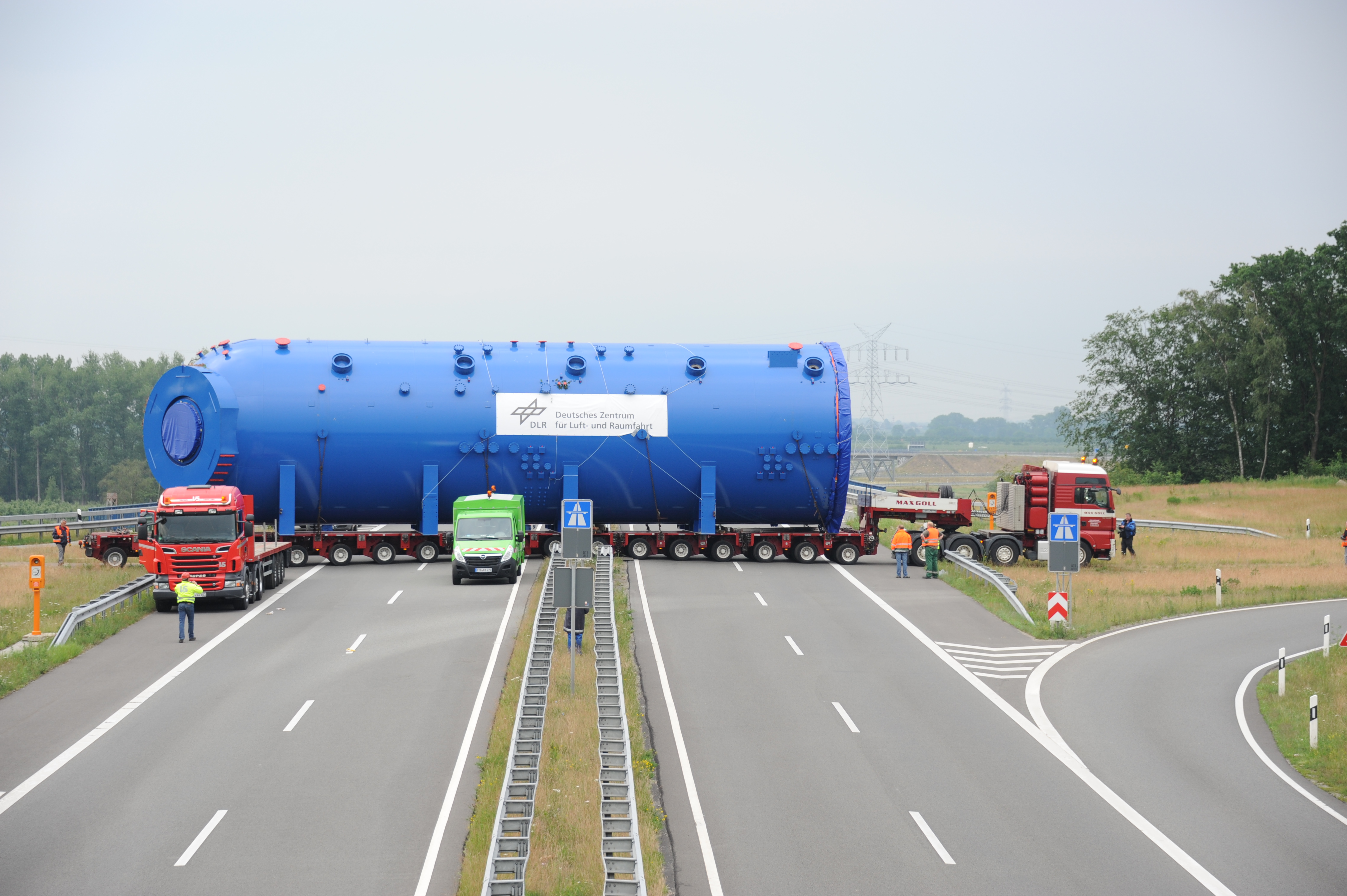
Großer Autoklav als Schwertransport

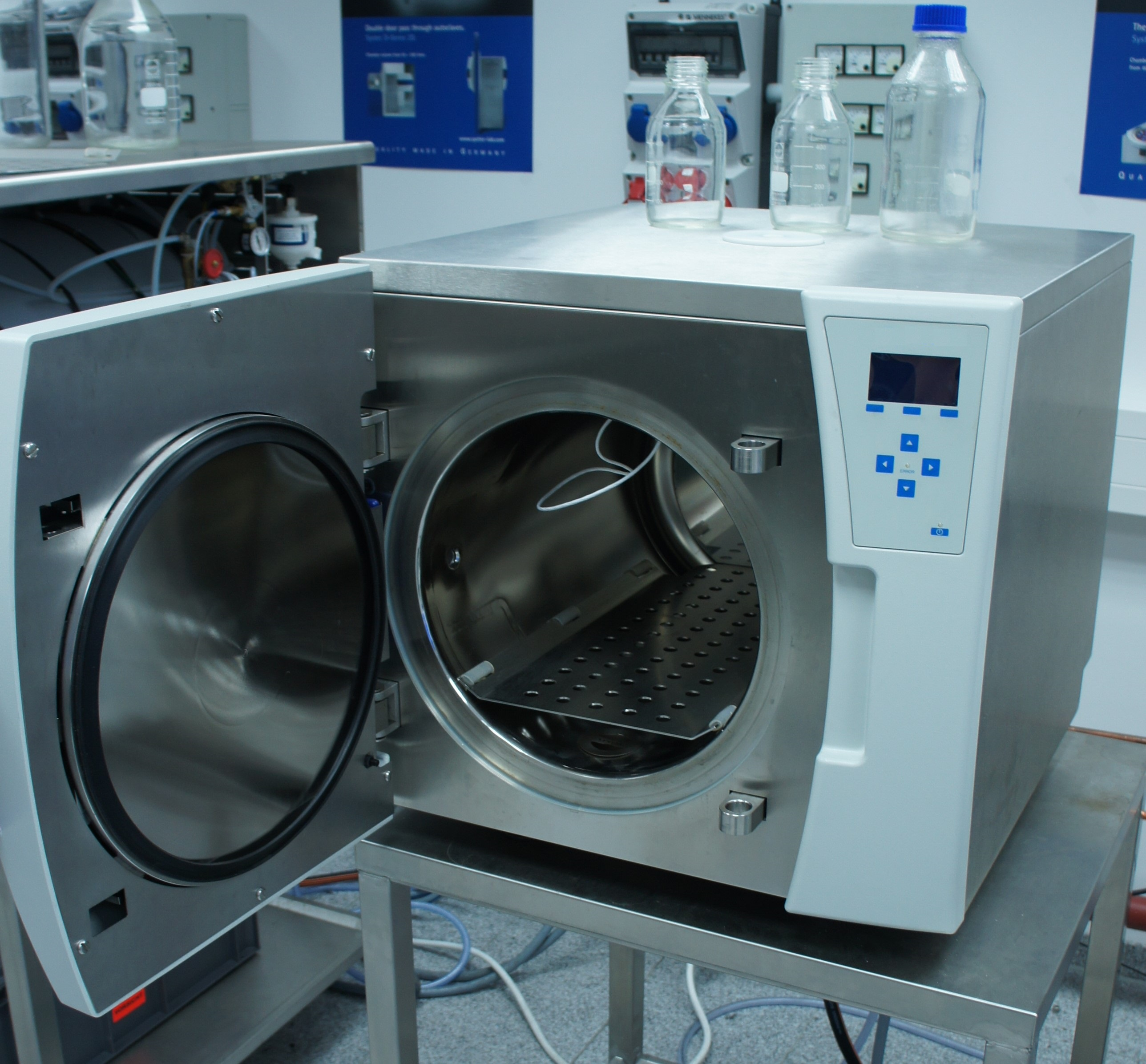
Autoklav

Ein Autoklav (gr./lat. selbstverschließend) ist ein gasdicht verschließbarer Druckbehälter, der für die thermische Behandlung von Stoffen im Überdruckbereich eingesetzt wird. Ein Schnellkochtopf stellt ebenfalls einen Autoklav dar.
Autoklaven werden zum Sterilisieren, zum Aushärten von Baustoffen, zum Vulkanisieren von Reifen und Gurtbändern sowie zum Verpressen von Faserverbundwerkstoffen verwendet und kommen in der Medizintechnik, Lebensmitteltechnik, Biologie, Glasindustrie, Luftfahrtindustrie, in Steinfabriken und Vulkanisierbetrieben zum Einsatz.
Im großtechnischen Einsatz haben sich Autoklaven als preiswert, einfach zu bedienen und sicher erwiesen. Jedoch gibt es Dinge, die nicht autoklaviert werden können, da sie ortsfest sind (z. B. Türklinken in Krankenhäusern) oder Druck, Feuchtigkeit und/oder Temperatur nicht ohne Schaden überstehen (z. B. Einweg-Medizinartikel aus Plastik). Hierfür kommen zur Keimfreimachung je nach Anwendungsgebiet chemische Desinfektionsmittel und/oder Bestrahlung von Gammastrahlung bis UV-Strahlung zum Einsatz.

## Beschreibung
Das Funktionsprinzip des Autoklaven basiert auf den Arbeiten des französischen Physikers Denis Papin, der einen von Robert Hooke entwickelten Druckbehälter 1679 zum Papin’schen Topf (Steam Digester) weiterentwickelte.
Es gibt Autoklaven für kleine Einsatzvolumen sowie auch große Einheiten für große Produktionsmengen.
Die Stoffe werden wegen des typischen Abschlusses gegenüber der umgebenden Atmosphäre chargenweise thermisch behandelt (Batch-Betrieb). Dazu sind die Druckbehälter meistens mit Schnellverschlüssen ausgerüstet, die gegenüber geflanschten Druckbehälteröffnungen ein wesentlich schnelleres Öffnen und Schließen des Druckbehälters ermöglichen.

## Verwendung

### Sterilisation in der Medizintechnik und Biologie
Man unterscheidet folgende zwei Möglichkeiten, eine Sterilisation einzuleiten:
Vakuumverfahren (B-Klasse)
Entfernung der Luft durch mehrmaliges Evakuieren (Leerpumpen) im Wechsel mit Dampfeinströmungen; sog. fraktioniertes Vorvakuum
Strömungs- oder Gravitationsverfahren (S-Klasse)
Die Luft wird durch Sattdampf verdrängt (Dampfkochtopf-Prinzip).

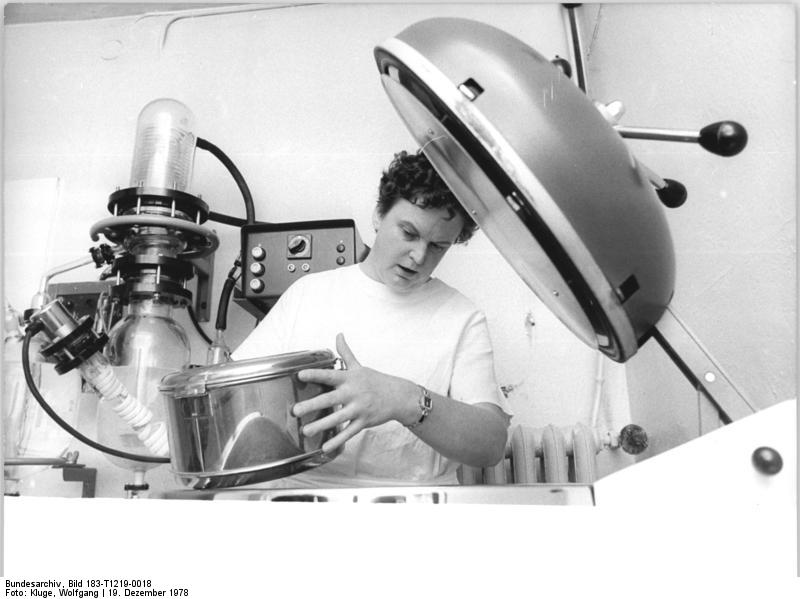
Sterilisationsanlage des Mügelner Landambulatoriums (1978)

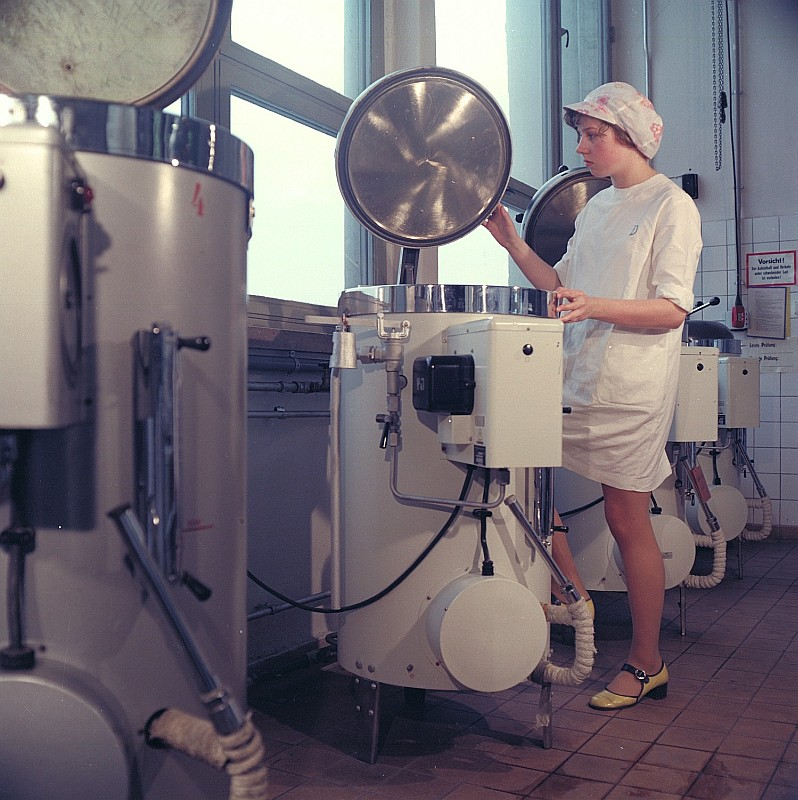
Autoklav in Biochemieindustrie der DDR (1976)

Die zu sterilisierenden Gegenstände, Abfälle oder Substanzen werden in der Regel in genormten Spezialbehältern in den Autoklaven gegeben, deren Volumen in Sterilisiereinheiten (StE) angegeben wird. Eine StE entspricht 60 × 30 × 30 cm, also 54 Liter.
Autoklaven dienen vor allem zur Dampfdruck-Sterilisierung von Nährmedien, medizinischen Instrumenten, Operationswäsche, Tupfern und Ähnlichem. Solche Autoklaven werden daher manchmal auch als Dampfdruckapparate bezeichnet. Für Sterilisationszwecke in der Medizin und Biologie gibt es Autoklaven unterschiedlicher Größe, mit einem Innenvolumen von einigen hundert Litern und darüber hinaus, aber auch deutlich kleinere Volumina sind lieferbar.
Sterilisatoren in der Medizintechnik für Operationsbesteck haben einen rechteckigen Querschnitt und beidseitig angeordnete vertikale Schnellverschlüsse, die das Einschieben von Horden ermöglichen. Diese Sterilisatoren werden mit Reindampf beschickt, der außerhalb des Sterilisators erzeugt wird. Die Sterilisationsphasen und die erforderlichen Temperaturen werden aufgezeichnet.
Sterilisationsautoklaven in der Biologie haben aus Festigkeitsgründen meistens einen zylinderförmigen Mantel. An einer Seite befindet sich üblicherweise ein Schnellverschluss, der als Schraub- oder Bajonettverschluss ausgeführt ist. Als Anzeigeinstrumente verfügen sie zumindest über Thermometer und Manometer. Die Druckbeaufschlagung erfolgt entweder durch Fremddampf oder der Dampf wird im Autoklaven durch eine elektrische Beheizung erzeugt.
Durch die Sterilisation können selbst Bakteriensporen (insbes. von Clostridium botulinum), die resistenten Dauerformen einiger Bakterien, abgetötet werden. Ziel der Sterilisation ist jedoch nicht die garantierte Abtötung aller Keime, sondern das Absenken der Wahrscheinlichkeit für eine Kontamination des Sterilgutes auf 10−6. Das heißt, dass von einer Million Sterilgüter nach der Sterilisation nur noch eines mit Mikroorganismen oder Keimen belastet ist. Die Abtötungszeit ist abhängig von der Keimbelastung, das heißt, je mehr Keime vorhanden sind, desto länger ist die benötigte Sterilisationszeit.
Das Autoklavieren als Sterilisationsmethode wird unter feuchter Hitze durchgeführt. Die Feuchtigkeit lässt vor allem die Sporen der Bakterien quellen, dadurch sind sie weniger resistent als bei trockener Hitze. Die Prozedur gliedert sich in vier Abschnitte. Der erste Abschnitt ist die Steigzeit, in dieser Zeit wird der Innenraum des Autoklaven entlüftet, also die Luft entfernt und durch Sattdampf ersetzt. Die Luftentfernung geschieht im Allgemeinen durch das Gravitationsverfahren, das heißt, heißer Dampf steigt auf und verdrängt die kalte Luft. Überprüft wird dieser Vorgang durch ein Thermometer im Innenraum des Autoklaven. Nachdem an der kältesten Stelle im Nutzraum 100 °C überschritten sind, ist die Entlüftung abgeschlossen, ein Ventil verschließt den Nutzraum druckdicht. So kann die voreingestellte Abtötungstemperatur (häufig 121 °C) erreicht werden. Danach beginnt die Ausgleichszeit, nach dieser Zeit erreicht auch das zu sterilisierende Gut an jedem Punkt die nötige Temperatur, dann beginnt die eigentliche Sterilisationsphase (Sterilisationszeit). Welche Dauer gewählt wird, hängt von der Sterilisationstemperatur, dem Typ des Autoklaven und den zu zerstörenden Mikroorganismen ab. Für eine erfolgreiche Sterilisation muss die gesamte Raumluft (Atmosphäre) durch Dampf ersetzt werden.
Pathogene Prionen und ebenso die Erreger der neuen Variante der Creutzfeldt-Jakob-Krankheit (vCJD) können nur mit einer Sterilisation bei 134 °C und einer Dauer von 60 Minuten zerstört werden.
Im Autoklaven behandelbare Gegenstände und Materialien werden als autoklavierbar bezeichnet.

#### Funktionskontrolle medizinischer Autoklaven
Für Autoklaven, welche vorwiegend in zentralen Sterilgutversorgungsabteilungen eingesetzt werden, werden durch das Medizinproduktegesetz regelmäßige und laufende Funktionskontrollen vorgeschrieben. Dies dient sowohl dem Schutz des bedienenden Personals als auch der evtl. mit sterilisiertem Gut behandelten Patienten. Die elektrische und mechanische Gerätesicherheit ist jährlich von einem Prüfingenieur zu bestätigen (z. B. TÜV, DEKRA, GTÜ). Zum Nachweis der Sterilisationsleistung kommen unterschiedliche Nachweisverfahren zum Einsatz. Für die laufende Kontrolle werden üblicherweise chemische Indikatorfelder auf den Verpackungen oder auf Papierklebestreifen verwendet, die bei den definierten Sterilisationsbedingungen einen Farbumschlag zeigen. Halbjährlich sind Erdsporenproben (je nach Autoklaven zum Beispiel Bacillus subtilis oder Bacillus stearothermophilus) zu sterilisieren und anschließend in einem zertifizierten Labor zu analysieren. Für Sterilisatoren mit fraktioniertem Vorvakuum soll einmal täglich der Bowie-Dick-Test zum Einsatz kommen, der mithilfe eines gasdurchlässigen Behälters die Vakuumfunktion erfassen soll.

### Anwendungen in der Chemie
Generell werden alle Vorgänge, bei denen Gase unter Druck zur Reaktion gebracht werden müssen, in Druckbehältern oder Autoklaven durchgeführt (siehe auch: Solvothermalsynthese). Beispiele hierfür sind die Hydrierung mit Wasserstoff, die hydrolytische Spaltung von Fetten bei der Seifenherstellung und die Vulkanisation. Die mengenmäßig bedeutendste Reaktion dürfte jedoch die Herstellung von Kunststoffen wie (Hochdruck-)Polyethylen und Polypropylen aus Ethylen und Propylen sein.

#### Versuchsautoklaven
Für Laboratorien gilt, dass Druckbehälter eingesetzt werden, wenn die sicherheitstechnischen Reaktionsparameter (wie maximaler Druck) ausreichend genau bekannt sind. Bei Versuchsautoklaven ist dies nicht der Fall und es wird ein Versagen des Behälters oder Auslösen von Sicherheitseinrichtungen (wie zum Beispiel Berstscheiben) in Betracht gezogen, was durch Aufstellung in speziellen Räumen oder hinter Panzerglas toleriert wird. Diese Autoklaven müssen im Gegensatz zu den Dampfautoklaven wesentlich höheren Drücken standhalten, gängige Laborautoklaven widerstehen ca. 150 bar. Sie sind deshalb besonders dickwandig und bestehen oft aus nichtrostenden austenitischen Stählen (z. B. 1.4301 oder 1.4571), um Korrosionen zu vermeiden und das Beschickungsgut nicht zu verunreinigen. Auch sind sie für die Durchführung von Experimenten mit sehr aggressiven Chemikalien mit Innenbeschichtungen aus Polytetrafluorethylen (PTFE) erhältlich. Sonderbauformen erlauben es, Drücke bis 7000 bar und Temperaturen von mehr als 650 °C zu erreichen. Im Labor sind Autoklaven mit einem Volumen von wenigen Millilitern bis zu einigen Litern verbreitet. Sie besitzen üblicherweise ein Manometer und ein Gasventil, durch welches das gewünschte Reaktionsgas aufgegeben werden kann. Auch ein Thermometer kann zur Ausstattung gehören. Bei sehr kleinen Autoklaven (< 20 ml) wird aber meistens auf all dies verzichtet, sie stellen somit lediglich dicht verschraubbare Stahlbehälter dar. Falls gefährliche Reaktionen und Betriebszustände oberhalb der Auslegungswerte nicht ausgeschlossen werden können, dürfen die Autoklaven nur in abgeschirmten Bunkern betrieben werden.

### Baustoffindustrie
In der Baustoffindustrie werden für die Dampfhärtung Steinhärtekessel eingesetzt, die zum Aushärten von Kalksandstein und Porenbeton verwendet werden. Diese Autoklaven sind liegend angeordnete zylindrische Druckbehälter mit je einem Schnellverschluss an der Beschickungs- und Entnahmeseite sowie Führungsschienen für Loren. Die in einer Presse geformten Kalksandsteine werden auf den Loren abgelegt und in den Steinhärtekessel gezogen. Nach dem Verschließen der Schnellverschlüsse wird der Steinhärtekessel mit Dampf von bis zu 16 bar beaufschlagt; das entstehende Kondensat wird am Sohlenbereich abgezogen. Die Zylinder haben einen Durchmesser von 2 bis 2,5 m und Längen von ca. 15 bis 30 m. Es werden Bajonettverschlüsse gängiger Hersteller verwendet. Der Deckel wird auf das am Mantel angeschweißte Gegenstück des Verschlusses angelegt und mit einer Zahnstange gedreht, so dass sich die Verschlusselemente überlappen. Die Verschlusselemente haben einen Winkel, so dass die eingelegte Dichtung an die Dichtfläche gepresst wird. Erst wenn der Deckel vollständig geschlossen ist, kann ein zur Sicherheit angebrachter Kugelhahn verschlossen werden. Das Drehen des Deckels kann durch Handbetätigung oder Hilfskraft (pneumatisch, hydraulisch) erfolgen.

### Faserverbundherstellung
Ein weiteres Einsatzgebiet ist die Herstellung von Faser-Kunststoff-Verbundwerkstoffen. In diesen Autoklaven werden üblicherweise Drücke von bis zu 10 bar und Temperaturen von bis zu 400 °C erzeugt. Die Druckbeaufschlagung erfolgt mittels Kompressoren, teils mit einem Druckspeicher. Der hohe Druck wird genutzt, um die einzelnen Laminatschichten zu verpressen. Meist wird das Bauteil gleichzeitig evakuiert, um überschüssige Luft aus dem Faserverbund vollständig zu entfernen. Normale Faserverbundbauteile aus Kunstharz (meist Epoxidharz) mit Kohlenstoff- oder Glasfasern werden je nach Harz und Härter bei einer Temperatur zwischen 100 und 250 °C und in Zeiten zwischen 5 Minuten und mehreren Stunden ausgehärtet.
Wegen ihrer hohen Anschaffungskosten werden solche Autoklaven vorwiegend in der Luft- und Raumfahrt sowie dem professionellen Motorsport wie der Formel 1 verwendet. Bei der Produktion von Verkehrsflugzeugen kommen besonders große Autoklaven zum Einsatz, in denen ganze Rumpfsegmente Platz finden. Als Faserhalbzeuge verwendet man hauptsächlich Prepregs.
Zur Erzeugung von faserverstärkter Keramik werden in Kombination mit Schutzgas auch deutlich höhere Temperaturen von 900 °C bis zu 3000 °C eingesetzt.

### Verbundsicherheitsglas

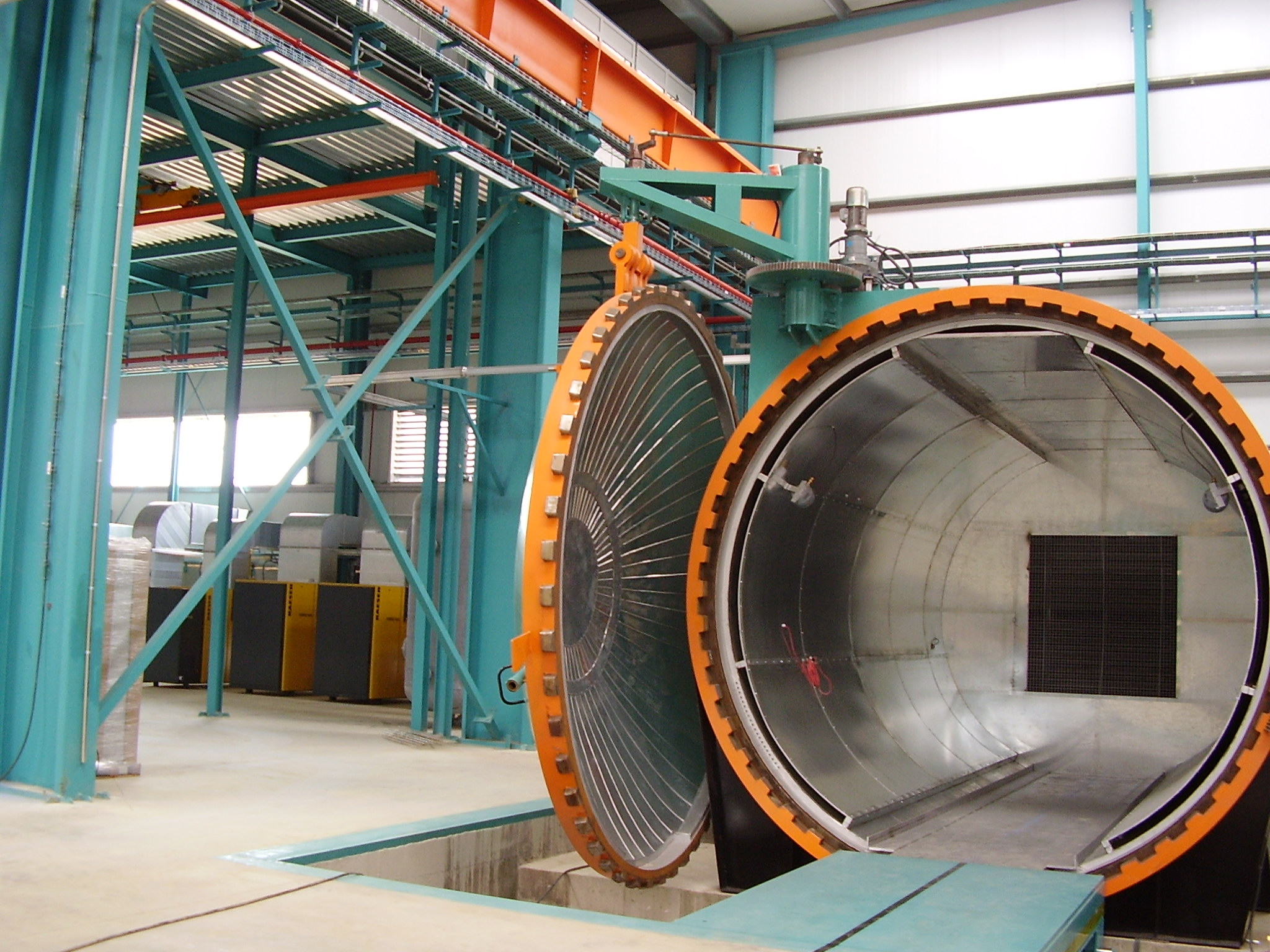
Autoklav zur Herstellung von Verbundsicherheitsglas

Autoklaven werden bei der Herstellung von Verbundsicherheitsglas (VSG) verwendet. Hierbei werden zwei oder mehrere Scheiben, zwischen denen jeweils eine oder mehrere Kunststofffolien gelegt werden, im Autoklaven zu einem gemeinsamen Verbund verbacken. Mit diesem Verfahren kann bei Verwendung mehrerer Gläser und verschiedener Folien schusshemmendes oder gar explosionshemmendes Panzerglas hergestellt werden.

### Lebensmittelindustrie
Weiterhin werden Autoklaven in der Lebensmittel- und Tierfutterindustrie verwendet, um die entsprechenden Produkte (Suppen, Eintöpfe, Menüschalen usw.) ohne zusätzliche Kühlung lange haltbar zu machen. Eine Sterilisation im Autoklaven bei 115 bis 135 °C ist dann notwendig, wenn das Produkt einen pH-Wert von über 4,5 aufweist, da in diesem Bereich noch Botulinumbakterien keimen können. Bei niedrigeren pH-Werten (zum Beispiel Obstkonserven) ist eine Pasteurisation (< 100 °C) ausreichend. Es ist jedoch zu beachten, dass Schimmelpilze und andere Bakterien unter diesem Wert noch keimfähig sind. Für die Aufrechterhaltung der Sterilität müssen die Produkte luftdicht verpackt sein (z. B. Konservendose, Glasbehälter).

### Sonstige Anwendungsgebiete
Autoklaven werden auch zu folgenden Zwecken eingesetzt:
- in der histologischen Diagnostik (Aufbereitung von histologischen Schnitten),
- zur Veredelung von Bernstein,[28]
- zur Sterilisation von Schmuck und Werkzeugen, die beim Piercen und Tätowieren eingesetzt werden,[29]
- zur Schrumpfung von Polyamidfasern bei der Herstellung dynamischer Kletterseile.[30]